# Mortiis
Håvard Ellefsen (Notodden, Norveška 25. srpnja 1975.), poznatiji pod umjetničkim imenom Mortiis, norveški je glazbenik. 

## Životopis
Svi njegovi albumi do 1999. godine (do albuma The Stargate) bili su ukomponirani na sintisajzeru. On je svoj zvuk nazivao "Dark Dungeon Music". Ženske vokale je pjevala Sarah Jezebel Deva.
2001. izlazi The Smell of Rain, koji je razdvojio fanove. Ove pjesme su zvučale poput Darkwavea, i neki fanovi su zavoljeli novi zvuk, dok su ga drugi zamrzili. Mnogi su mislili da ih je Mortiis izdao jer su očekivali tzv. "Stargate 2". Nove pjesme su imale dosta pop zvuka u sebi što je navuklo podosta kritika sa strane starijih fanova.
Mortiis je nekada svirao u black metal sastavu Emperor. 
Mortiis, kao sastav je osnovan kratko nakon izlaska "The Smell of Rain". Članovi su i dalje isti:
- Håvard Ellefsen, (Mortiis) - vokali/programiranje/miksanje
- Åsmund Sveinnungard - gitara
- Leo Troy - bubnjevi
- Levi Gawrond - bass gitara/programiranje/miksanje
- Åge Micheal Troite - sezonski gitarist

Mortiisov najnoviji album, The Grudge, ima heavy industrial zvuk, kombiniran s gitarama i programiranjem. Stare fanove nikako nije oduševio ovaj album, no svejedno je stekao nove, druge fanove koji vole takav zvuk. Nedavno je norveška vlada proglasila The Grudge djelom kulture, tražeći da se ovaj album nalazi u svim knjižnicama i slušaonicama Norveške.

## Diskografija
- Song of a Long Forgotten Ghost (demo) (1993.)
- Født Til å Herske (1993.)
- Ånden Som Gjorde Opprør (1994.)
- Keiser Av En Dimensjon Ukjent (1995.)
- Blood and Thunder (1995.)
- The Crypt of the Wizard (1999.)
- The Stargate (1999.)
- The Smell of Rain (2001.)
- The Grudge (2004.)
- Some Kind of Heroin (2007.)
- Perfectly Defect (2010.)

### Singlovi
- "The Grudge"  (2004.)
- "Decadent & Desperate"  (2005.)